# Польский коридор

Польский коридор 1919—1939

Польский коридор (нем. Polnischer Korridor; пол. Korytarz polski, также известный как województwo pomorskie (Поморское воеводство) и Данцигский коридор) — в период между двумя мировыми войнами (1919—1939), наименование польской территории, которая отделила германский эксклав Восточная Пруссия от основной территории Германии. Территория Польского коридора была передана Польше после Первой мировой войны по Версальскому мирному договору. «Коридор» обеспечивал доступ к Балтийскому морю из Польской Померании вдоль нижнего течения реки Висла. На этой территории была создана новая административно-территориальная единица — Поморское воеводство. За пределами Польского коридора остался Вольный город Данциг (Гданьск), где немцы представляли большинство населения. Наименование «Польский коридор» было введено в употребление польскими политиками. По некоторым данным, возможно одной из основных причин создания коридора было то, что поляки в регионе коридора составляли большинство жителей до Первой мировой войны.

## Описание
Польский коридор впервые за более чем сто лет после разделов Речи Посполитой предоставил независимой Польше выход к морю, что имело важное значение для её экономики и безопасности, уменьшая зависимость Польши от Германии. Ширина коридора не превышала 200 км (в самом узком и наиболее уязвимом месте — 30 км). Коридор заканчивался узкой полосой Балтийского побережья протяжённостью всего 71 км. При этом из-за постоянного германского давления Польша полного суверенного контроля над этой территорией так и не получила. Территориально окружая её с востока и запада и фактически блокируя со стороны Балтики, Германия держала под своим военным контролем узкий выход Польши к морю. С 1938 года давление, имевшее конечной целью аннексию Данцига, начало постепенно возрастать. Германия настаивала на предоставлении ей права сухопутного и морского транзита через Польский коридор. Под давлением общественности польское правительство отказалось удовлетворить эти притязания. Неуступчивая позиция Польши послужила одним из предлогов для нападения нацистской Германии на Польшу 1 сентября 1939 года.

### Предсказание конфликта
Среди информированных европейцев 1930-х годов существовали опасения, что Польский коридор может стать причиной следующей мировой войны. Это ярко продемонстрировало предсказание британского писателя Герберта Уэллса — в своём произведении «Облик грядущего» (англ. «The Shape of Things to Come»), опубликованном в сентябре 1933 года, Уэллс написал, что Вторая мировая война начнётся с кровопролитного столкновения немцев и поляков (конфликт на вокзале) в Данциге в январе 1940 года (ошибся всего на 4 месяца!).

### Население
После Версальского договора в регионе остро встал вопрос о соблюдении прав этнических немцев, оказавшихся в положении меньшинства. После перехода территории коридора к Польше местное немецкое население (418 тысяч человек, согласно данным 1910 года) болезненно восприняло свой новый «нетитульный статус». Против них почти автоматически началась дискриминация".
Репатриация в Германию стала выходом для некоторой части местных немцев, не желавших принимать польское гражданство. Доля немцев в населении начала сокращаться также из-за более низкой рождаемости. Тем не менее, численный (0,2 млн — 19,1 %) и экономический вес немецкого меньшинства оставался значительным стимулом для роста немецкого национализма и реваншистских амбиций в самой Германии.
| Район, уезд, повят (польск. и нем. назв.) | Население | Немцы   | Доля, % |
| ----------------------------------------- | --------- | ------- | ------- |
| Дзялдово (Зольдау)                        | 23 290    | 8 187   | 34,5 %  |
| Любава (Лёбау)                            | 59 765    | 4 478   | 7,6 %   |
| Бродница (Штрасбург)                      | 61 180    | 9 599   | 15,7 %  |
| Вомбжезьно (Бризен)                       | 47 100    | 14 678  | 31,1 %  |
| Торунь (Торн)                             | 79 247    | 16 175  | 20,4 %  |
| Хелмно (Кульм)                            | 46 823    | 12 872  | 27,5 %  |
| Свеце (Швец)                              | 83 138    | 20 178  | 20,3 %  |
| Грудзёндз (Грауденц)                      | 77 031    | 21 401  | 27,8 %  |
| Тчев (Диршау)                             | 62 905    | 7 854   | 12,5 %  |
| Вейхерово (Нойштадт)                      | 71 692    | 7 857   | 11,0 %  |
| Картузы (Картхаус)                        | 64 631    | 5 037   | 7,8 %   |
| Косцежина (Берент)                        | 49 935    | 9 290   | 18,6 %  |
| Старогард-Гданьский (Прусский Штаргард)   | 62 400    | 5 946   | 9,5 %   |
| Хойнице (Кониц)                           | 71 018    | 13 129  | 18,5 %  |
| Тухоля (Тухел)                            | 34 445    | 5 660   | 16,4 %  |
| Семпульно-Краеньске (Цемпельбург)         | 27 876    | 13 430  | 48,2 %  |
| Всего                                     | 922 476   | 175 771 | 19,1 %  |

## Во время Второй мировой войны
Преддверием начала Второй мировой войны считается «Данцигский политический кризис», который продолжался примерно с марта 1939 года до непосредственного начала военных действий 1 сентября 1939 года. Возник из-за обострения разногласий между нацистской Германией и Польшей из-за Данцига. С началом военных действий немецкий Вермахт достаточно быстро захватил территорию Польского коридора, а 6 октября 1939 года были подавлены последние очаги сопротивления польских вооружённых сил по всей Польше. Территории коридора и города Данцига вошли в состав рейхсгау «Данциг — Западная Пруссия» и стали частью Германского рейха.
После поражения Германии в войне Польский коридор, а также город Гданьск, решением победивших в войне стран антигитлеровской коалиции были окончательно переданы Польше.